# Donacoscaptes floridalis
Donacoscaptes floridalis là một loài bướm đêm trong họ Crambidae.